# Anchomenus dorsalis
Platynus dorsalis, Agonum dorsale, Agonum dorsalis, Carabus dorsalis, Idiochroma dorsale
Espèce
Synonymes
- Agonum dorsale (Pontoppidan, 1763)
- Agonum dorsalis (Pontoppidan, 1763)
- Carabus dorsalis Pontoppidan, 1763
- Idiochroma dorsale (Pontoppidan, 1763)
- Platynus dorsalis Pontoppidan, 1763

Anchomenus dorsalis est une espèce de petits carabes (coléoptères de la famille des Carabidae), aussi appelé Platynus dorsalis.

## Description
- Taille : 7 à 9 mm
- Pubescence des antennes à partir du 3e article
- Tête et pronotum de couleur verte métallique
- Élytres bicolores avec une large tache postérieure d’un vert bleuâtre
- Angles postérieurs du pronotum droits
- Trois premiers articles des antennes de couleur terre cuite
- Pattes de couleur claire.

## Biologie
Cette espèce est prédatrice. Des analyses stomacales ont révélé la consommation de pucerons et d'autres petits arthropodes.